# Locki Lockenbär
Locki Lockenbär ist eine US-amerikanische Zeichentrickserie aus dem Jahr 1971.

## Handlung
Die drei Junggesellen Locki Lockenbär, Bubi Bär und Dicki Bär leben ein ruhiges Leben im Wonderland-Zoo. Dieses wird ihnen aber auf Dauer zu langweilig und so brechen sie immer wieder aus und machen dem Zoowärter Mr. Peevlys und seinen unglückseligen Assistenten Lionel Botch damit immer wieder Ärger. Auch in der Stadt sorgen sie durch ein von für viel Chaos und bewegen sich mit einem von Square Bär hervorgerufenen Motorrad fort.

## Produktion und Veröffentlichung
Die Serie wurde 1971 von Hanna-Barbera Productions unter den Namen "Help!... It's the Hair Bear Bunch!" produziert. Dabei sind 16 Folgen entstanden. 1972 erschien auch eine 9-teilige Comicheft-Reihe. Die Erstausstrahlung erfolgte am 11. September 1971 auf CBS. Erstmals im deutschen Fernsehen wurde die Serie am 1. Juni 2006 auf dem Fernsehsender Boomerang ausgestrahlt. Zudem erschien die Serie im englischen als DVD.

## Episodenliste
| Folge | deutscher Titel                 | englischer Titel                     |
| 1     | Urlaub für den Wärter           | Keep Your Keeper                     |
| 2     | Der Untermieter                 | Rare Bear Bungle                     |
| 3     | Zoo zu gewinnen!                | Raffle Ruckus                        |
| 4     | Eine Frau für Peevly            | Bridal Boo Boo                       |
| 5     | Drei Bären im Weltraum          | No Space Like Home                   |
| 6     | –                               | Love Bug Bungle                      |
| 7     | Bankräuber und Bären            | I’ll Zoo You Later                   |
| 8     | Die Arche-Noah Show             | Ark Lark                             |
| 9     | Der Piratenschatz               | Gobs Of Gobaloons                    |
| 10    | Percy Panda                     | Panda Pandamonium                    |
| 11    | Rock im Zoo                     | Close Curcuit TV                     |
| 12    | Armer kranker Bär               | The Bear Who Came To Dinner          |
| 13    | Die Tanzbären                   | Unbearably Peevly                    |
| 14    | Goldlöckchen und die drei Bären | Goldilocks And The Three Bears       |
| 15    | Operation Maulwurf              | The Diet Caper                       |
| 16    | Mit King Klong im Ring          | Kling Klong Versus The Masked Marvel |